# Elham
Elham is een civil parish in het bestuurlijke gebied Folkestone & Hythe, in het Engelse graafschap Kent met 1509 inwoners.